# Nicolas Kiefer
Nicolas Kiefer (Holzminden, 5 de julio de 1977) es un extenista alemán. Su mayor logro fue la medalla de plata en el torneo de dobles en los Juegos Olímpicos de Atenas 2004, junto con Rainer Schüttler; las semifinales en el Abierto de Australia en 2006 y la final del Masters de Canadá en 2008.
Fue top ten a principios de 2000 y se mantuvo vigente dentro de los 50 mejores jugadores del mundo por más de una década. Su estilo de juego se basaba en buenos golpes desde el fondo y su mayor virtud era la movilidad de piernas que eran incansables y de reacción increíbles. Solía ser un jugador muy sólido y el rival debía ganarle el partido porque él rara vez regalaba un punto. Si bien no tenía gran dosis de talento en su juego ni ningún golpe de definición, esa regularidad le alcanzó para mantenerse siempre como un rival de sumo cuidado para cualquier contrincante y sobre todo en cancha de cemento. En ladrillo y césped no obtuvo buenos resultados.

## Torneos ATP

### Individuales

#### Títulos
| Leyenda                |
| Grand Slam (0)         |
| Tennis Masters Cup (0) |
| ATP Masters Series (0) |
| ATP Tour (6)           |

| N.º | Fecha                    | Torneo    | Superficie | Oponente en la final | Resultado      |
| --- | ------------------------ | --------- | ---------- | -------------------- | -------------- |
| 1.  | 22 de septiembre de 1997 | Toulouse  | Dura       | Mark Philippoussis   | 7-5 5-7 6-4    |
| 2.  | 12 de abril de 1999      | Tokio     | Dura       | Wayne Ferreira       | 7-6(5) 7-5     |
| 3.  | 7 de junio de 1999       | Halle     | Césped     | Nicklas Kulti        | 6-3 6-2        |
| 4.  | 13 de septiembre de 1999 | Taskent   | Dura       | George Bastl         | 6-4 6-2        |
| 5.  | 7 de febrero de 2000     | Dubái     | Dura       | Juan Carlos Ferrero  | 7-5 4-6 6-3    |
| 6.  | 2 de octubre de 2000     | Hong Kong | Dura       | Mark Philippoussis   | 7-6(4) 2-6 6-2 |

#### Finalista
- 1997: Singapur (pierde ante Magnus Gustafsson)
- 1999: Dubái (pierde ante Jérôme Golmard)
- 1999: Viena (pierde ante Greg Rusedski)
- 2001: Moscú (pierde ante Yevgeni Káfelnikov)
- 2002: Halle (pierde ante Yevgeni Káfelnikov)
- 2003: Halle (pierde ante Roger Federer)
- 2004: Memphis (pierde ante Joachim Johansson)
- 2004: Scottsdale (pierde ante Vincent Spadea)
- 2004: Los Ángeles (pierde ante Tommy Haas)
- 2004: Indianápolis (pierde ante Andy Roddick)
- 2005: Moscú (pierde ante Igor Andreev)
- 2005: San Petersburgo (pierde ante Thomas Johansson)
- 2008: Masters de Canadá (pierde ante Rafael Nadal)

#### Clasificación en torneos del Grand Slam
| Torneo               | 2010 | 2009 | 2008 | 2007 | 2006 | 2005 | 2004 | 2003 | 2002 | 2001 | 2000 | 1999 | 1998 | 1997 | 1996 | Títulos |
| -------------------- | ---- | ---- | ---- | ---- | ---- | ---- | ---- | ---- | ---- | ---- | ---- | ---- | ---- | ---- | ---- | ------- |
| Abierto de Australia | -    | -    | 1R   | -    | SF   | 1R   | 1R   | -    | 1R   | 2R   | CF   | 3R   | CF   | -    | 1R   | 0       |
| Roland Garros        | -    | 2R   | -    | -    | 3R   | 4R   | 2R   | 2R   | 1R   | 1R   | 1R   | 1R   | 2R   | 1R   | -    | 0       |
| Wimbledon            | 1R   | 1R   | 3R   | 3R   | -    | 3R   | 1R   | 1R   | 3R   | 4R   | 1R   | 2R   | 3R   | CF   | -    | 0       |
| US Open              | -    | 2R   | 1R   | -    | -    | 4R   | 4R   | 2R   | 1R   | 1R   | CF   | 3R   | 3R   | -    | -    | 0       |
| Tennis Masters Cup   | -    | -    | -    | -    | -    | -    | -    | -    | -    | -    | -    | -    | -    | -    | -    | 0       |

### Dobles

#### Títulos
| Leyenda                |
| Grand Slam (0)         |
| Tennis Masters Cup (0) |
| ATP Masters Series (0) |
| ATP Tour (3)           |

| N.º | Fecha                    | Torneo      | Superficie | Pareja             | Oponentes en la final           | Resultado         |
| --- | ------------------------ | ----------- | ---------- | ------------------ | ------------------------------- | ----------------- |
| 1.  | 19 de octubre de 1998    | Ostrava     | Carpeta    | David Prinosil     | David Adams Pavel Vízner        | 6-4 6-3           |
| 2.  | 22 de julio de 2002      | Los Ángeles | Dura       | Sébastien Grosjean | Justin Gimelstob Michaël Llodra | 6-4 6-4           |
| 3.  | 29 de septiembre de 2003 | Tokio       | Dura       | Justin Gimelstob   | Scott Humphries Mark Merklein   | 6-7(6) 6-3 7-6(4) |

#### Finalista
- 2004: Juegos Olímpicos de Atenas (junto a Rainer Schüttler pierden ante Fernando González y Nicolás Massú)

## Torneos Challengers

### Individuales

#### Títulos
| N.º | Fecha              | Torneo   | Superficie | Oponente en la final | Resultado |
| --- | ------------------ | -------- | ---------- | -------------------- | --------- |
| 1.  | 6 de marzo de 1995 | Garmisch | Dura       | Dick Norman          | 7-6 7-6   |